# Ours d'argent de la meilleure performance
L’Ours d'argent de la meilleure performance (Beste Schauspielerische Leistung in einer Hauptrolle) est l'une des récompenses remises par le jury lors du Festival de Berlin depuis 2021 pour une performance exceptionnelle dans un rôle principal.
Il a été décerné pour la première fois lors de la Berlinale 2021 pour remplacer l'Ours d'argent de la meilleure actrice et l'Ours d'argent du meilleur acteur, créant ainsi un prix non genré.

## Palmarès
| Année | Performance    | Film                                | Titre original                     |
| ----- | -------------- | ----------------------------------- | ---------------------------------- |
| 2021  | Maren Eggert   | I'm Your Man                        | Ich bin dein Mensch                |
| 2022  | Meltem Kaptan  | Rabiye Kurnaz contre George W. Bush | Rabiye Kurnaz gegen George W. Bush |
| 2023  | Sofía Otero    | 20 000 espèces d'abeilles           | 20.000 especies de abejas          |
| 2024  | Sebastian Stan | A Different Man                     |                                    |
| 2025  | Rose Byrne     | If I Had Legs I'd Kick You          |                                    |